# Kaitlin Bennett
Kaitlin Bennett   (Zanesville, 15 d'octubre de 1995) és una activista nord-americana de dretes, que promou valors com l'antiavortisme i el dret a posseir armes als Estats Units. És una ferma defensora de Donald Trump i de les seves polítiques.
Bennett es va donar a conèixer a la xarxa i en els mitjans de comunicació l'any 2018 quan va penjar una foto on apareixia el dia de la seva graduació, al campus de la Universitat Estatal de Kent, amb un fusell AR-10.
Al maig de 2018, Bennett es va graduar en Biologia per la Kent State University de Kent, Ohio. Es va prometre l'any 2019. Participa en diverses plataformes ultraconservadores online com Infowars.com i al seu canal de YouTube Liberty Hangout.